# ماكس غريس
ماكس غريس (بالإنجليزية: Max Grace)‏ هو دراج نيوزلندي، ولد في 14 ديسمبر 1942 في أوتاهوهو في نيوزيلندا.

## وصلات خارجية
- ماكس غريس على موقع أرشيف الدراجات (الإنجليزية)
- ماكس غريس على موقع إحصائيات الدراجات الإحترافية (الإنجليزية)
- ماكس غريس على موقع أوليمبيديا (الإنجليزية)
- ماكس غريس على موقع اتحاد ألعاب الكومنولث (مؤرشف) (الإنجليزية)